# Leopold August Abel
Leopold August Abel (ur. 24 marca 1718 w Köthen, zm. 25 sierpnia 1794 w Ludwigslust) – niemiecki skrzypek, dyrygent i kompozytor klasycyzmu; syn Christiana, brat Ernsta i Karla, ojciec Augusta i Friedricha.

## Życiorys
Leopold August wywodził się z rodziny o długich tradycjach muzycznych. Przyszedł na świat w 1718 roku na dworze księcia Anhaltu Leopolda I jako pierworodny syn Christiana Ferdinanda i Anny Christiny z Holmów Ablów, kiedy jego ojciec był u szczytu sławy. Pierwszych nauk muzycznych udzielał mu z pewnością ojciec, który także ze względu na częste przypadki śmierci wśród dzieci okazał się bardzo czuły dbając o staranne wykształcenie synów. Chcąc, aby Leopold August poszedł w ślady dziadka, Clamora, ojciec wysłał syna na nauki kompozycji i gry na skrzypcach do Franza Bendy. Zapowiadał się jako pilny i niezwykle utalentowany uczeń. Dlatego w niedługim czasie koncertował już razem z ojcem na dworze księcia Leopolda.
W 1758 roku uniezależnił się od kapeli ojca, wyjeżdżając do Sondershausen, aby tam zostać kapelmistrzem kapeli dworskiej. Z nieznanych powodów kilkakrotnie zmieniał swoich pracodawców, przenosząc się w 1766 do Berlina, a w trzy lata później do Schwerina, po czym jeszcze w tym samym roku do Ludwigslust na zaproszenie księcia Chrystiana Güntera III (jest to jedyna przeprowadzka kompozytora, której przyczynę znamy).
Leopold August Abel zmarł w 1794 roku w Ludwigslust i został pochowany ze wszystkimi honorami dworskimi należnymi kapelmistrzowi i szlachcicowi.

## Twórczość
Twórczość Leopolda Augusta Abla nie jest dobrze znana, nie tylko ze względu na większą popularność jego brata Karla, ale przede wszystkim z powodu zaginięcia rękopisów kompozytora. Jedyne znane jego utwory to 24 małe etiudy skrzypcowe i pochodząca z 1776 roku ośmiogłosowa symfonia.  Poza Niemcami jego dorobek nie został rozpropagowany.